# Giften

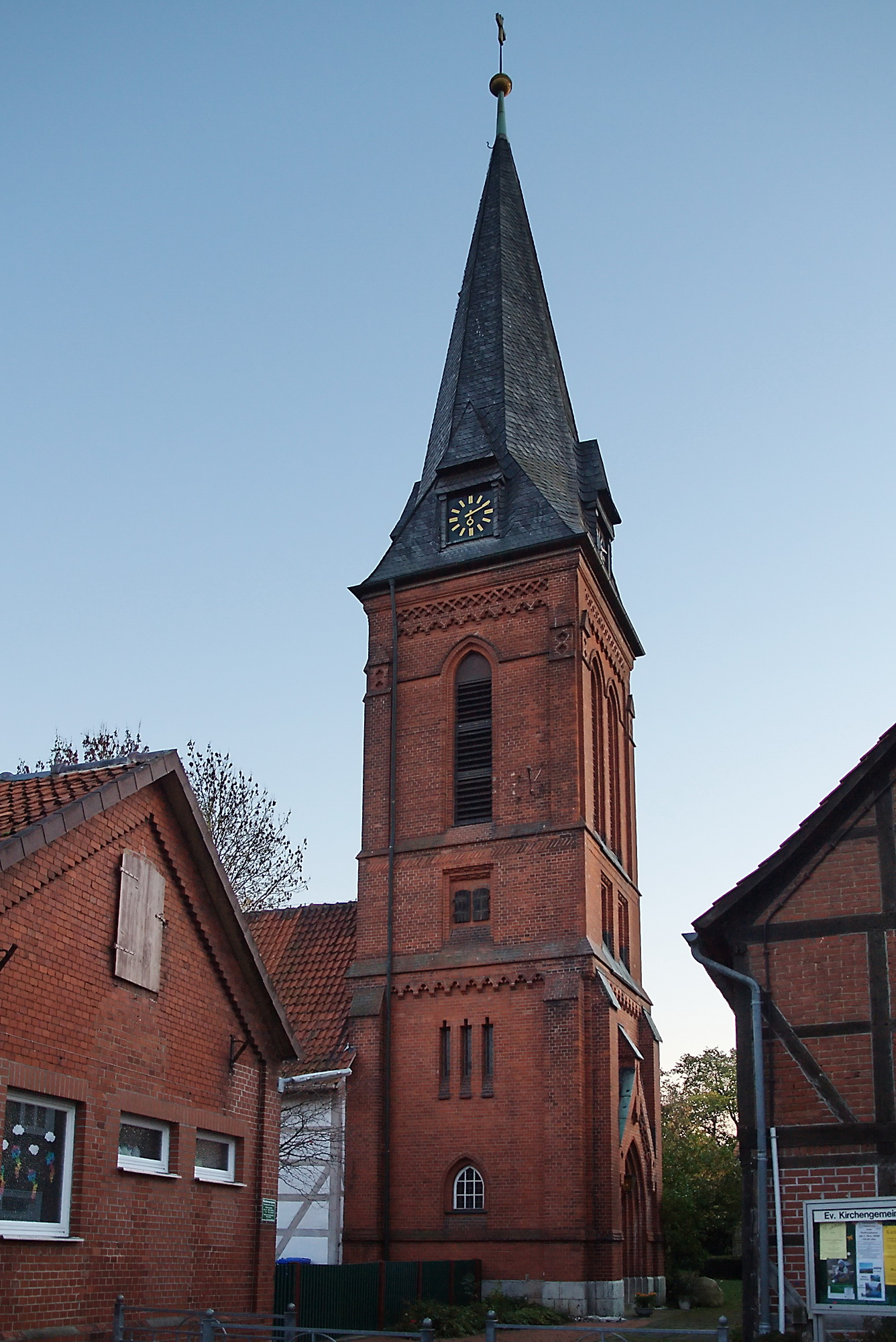
Martin-Luther-Kirche

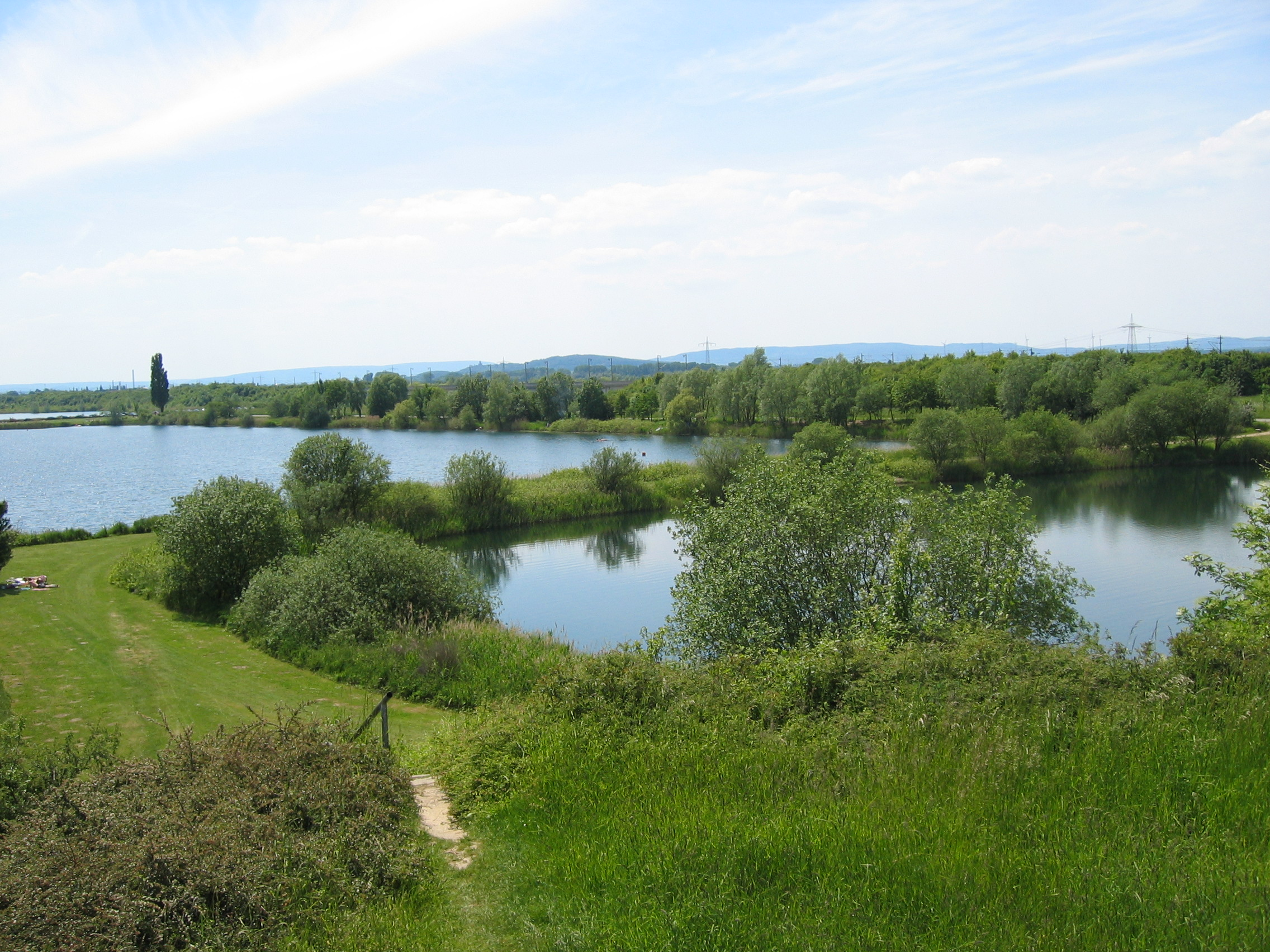
Naherholungsgebiet Giftener Seen; rechts der Badesee und links ein Teil des Surf- und Segelsees; im Hintergrund die ICE-Trasse Hannover/Göttingen

Giften (niederdeutsch: Giftene, Giftenem, Gifthenem und Gifften) ist ein Dorf und südlicher Stadtteil von Sarstedt im Landkreis Hildesheim in Niedersachsen, an der L410 zwischen dem Stadtkern und Barnten gelegen.

## Geschichte
Das älteste Relikt, der Faustkeil von Giften, stammt aus dem Mittelpaläolithikum.
Die erste urkundliche Erwähnung von Giften erfolgte im Jahre 1223 als Giftene. Später (1232) erschien der Ort als Giftenem und 1242 wurde er Gifthenem genannt.
Bekannt geworden ist vor allem der Entenfang, eine 500 Morgen große Wasserfläche, die seit Februar 1990 ein Naturschutzgebiet darstellt. Angelegt wurde sie vom Fürstbischof Jobst Edmund von Brabeck im späten 17. Jahrhundert.
Giften wurde durch die Gebietsreform am 1. März 1974 zusammen mit Gödringen, Heisede, Hotteln, Ruthe und Schliekum in die Stadt Sarstedt eingemeindet.

## Verkehr
Giften ist über eine Buslinie an den Bahnhof Sarstedt angebunden.

## Religion
In der Reformationszeit wurde das Dorf und die Kapelle lutherisch. Bis 1953 wurde es pastoral von St. Nicolai in Sarstedt aus betreut. Danach bildete es gemeinsam mit Barnten eine Kirchengemeinde. Im Jahre 1999 kam Giften als Kapellengemeinde zu St. Paulus in Sarstedt.
Die katholischen Christen gehören zur Heilig-Geist-Kirche in Sarstedt.

## Politik
Ortsbürgermeister ist Axel Heller.

## Kultur und Sehenswürdigkeiten
- Das Giftener Ortsbild wird von vielen alten Bauernhäusern geprägt.
- Seit wann es eine Kapelle in Giften gibt, ist unbekannt. Ein Dokument aus dem Jahr 1791 bezeichnet die Kapelle bereits als „alt“. Der heutige Kirchturm aus Backstein ersetzte 1894 einen Turm noch aus Holz. Eine Orgel wurde 1905 gestiftet. In den 1960er Jahren wurde die Kapelle innen im Bereich des Altars neu ausgestaltet. Seit 2003 trägt die bis dahin namenlose Kirche den Namen von Martin Luther.
- Das Naherholungsgebiet Giftener Seen bietet Freizeitmöglichkeiten zum Surfen, Segelbootfahren und Baden am See.[3]